# リッチ・ポール
リッチ・ポール（Rich Paul、1981年12月16日 - ）は、オハイオ州クリーブランドを拠点とするアメリカのスポーツエージェントである。 
彼はクラッチスポーツグループを設立し、アンソニー・デイビス、エリック・ブレッドソー、ジョン・ウォール、ベン・シモンズ、ドレイモンド・グリーン、ユスフ・ヌルキッチ、ケンタビオス・コールドウェル＝ポープ、長年の友人であるレブロン・ジェームズ、ロンゾ・ボールなどの著名なNBAプレーヤーを担当している。

## 出自
ポールは、クリーブランドの東側にあるアパートで育った。父親は町中のローマカトリック高校であるベネディクティン高校にポールを通わせた。ポールの父親は1999年に亡くなった。